# Претерит (немецкий язык)
Прете́рит или Претеритум (нем. Präteritum или нем. Imperfekt) —  простое прошедшее время, одно из шести времён немецкого языка. Служит для передачи действия в прошлом, встречается в повествовании. Как и Präsens это время не требует образования сложных конструкций, состоящих из смыслового и вспомогательного глаголов, что позволяет относить его к простым формам. Но вместе с тем Präteritum сильных глаголов образуется не по общим правилам, то есть имеет собственные особенности образования. Таким образом, Präteritum – это ещё и одна из немецких глагольных форм наряду с Infinitiv и Partizip.

## Образование Präteritum

### В Indikativ
В Indikativ Aktiv Präteritum образуется по схеме Präsens: слово присоединяет личное окончание, соответствующее определённому лицу и числу. Но в отличие от настоящего времени, вместо инфинитивной основы выступает так называемая основная вторая форма глагола. При этом личные окончания (за исключением первого и третьего лица единственного числа) остаются теми же, что в Präsens.
Так, для образования Präteritum слабых глаголов используется суффикс -te-, который стоит после основы: например, salzen (инфинитив) — salzte (1 и 3 лицо единственного числа) — salztest (2 лицо единственного числа) — salztet (2 лицо множественного числа) — salzten (1 и 3 лицо множественного числа). У сильных глаголов имеются собственные формы, для которых характерны изменения внутри корня: например, gewinnen — gewann, quellen — quoll, sprießen — spross, fallen — fiel и так далее. Особенность претерито-презентных глаголов при образовании Präteritum в том, что изменения в корне всех глаголов (кроме sollen и wollen) сопровождаются присоединением суффикса -te-, как в случае со слабыми глаголами: например, können — konnte, müssen — musste.
Indikativ Passiv образуется при помощи вспомогательного глагола werden в форме  Präteritum и Partizip II смыслового глагола. Такой способ образования похож на схему Präsens с той лишь разницей, что вспомогательный глагол принимает соответствующую временную форму: Das Haus wird zerstört (Präsens) — Das Haus wurde zerstört (Präteritum). Однако при использовании модальных глаголов Präteritum, в отличие от Präsens, использует неопределённо-личное местоимение man. Модальный глагол стоит в форме Präteritum, а глагол — в Infinitiv: Das Haus muss zerstört werden (Präsens) — Man musste das Haus zerstören (Präteritum).

### В Konjunktiv
Präteritum Aktiv сослагательного наклонения слабых глаголов ничем не отличается от той же формы в Indikativ. Любая цепочка спряжения глаголов в Indikativ Aktiv Präteritum будет полностью соответствовать данной форме. Сильные глаголы получают умлаут в корне и окончание -e: schreiben – schriebe, fallen – fiele, kommen – käm. 
Подобным же образом изменяются и неправильные глаголы.
Konjunktiv Passiv Präteritum использует для своего образования форму Präteritum Konjunktiv для глагола werden и Partizip II смыслового глагола.

## Употребление Präteritum
Каждое из трёх прошедших времён немецкого языка играет свою роль в тех или иных условиях, то есть используется в определённые моменты. Использование Präteritum можно условно отнести лишь к книжному языку, поскольку для разговорного часто характерен Perfekt. Использование Präteritum в диалогах возможно при помощи глаголов hinzufügen, meinen, sprechen, mitteilen, sagen, модальных глаголов и глаголов haben и sein. Заменять временные формы в речи и на письме возможно, если этого требует, например, стилистический аспект изложения либо описываемая ситуация. Например, в изложении Perfekt может быть использован, если необходимо передать предложению черты разговорного стиля, наличие Präteritum в речи может наблюдаться, например, при цитировании. В целом использование времён достаточно широкое и не ограничивается исключительно семантикой.
Präteritum может использоваться вместе с Plusquamperfekt в случаях относительного употребления времени в конструкции "прошедшее время + прошедшее время". При этом Präteritum отражает недавние события, описываемые в предложении, когда Plusquamperfekt отражает более ранние (давние). Например, Ich war zu Haus gewesen, dann ging ich zu dir.